# Saison 2013-2014 du Racing Métro 92
Cette page présente la saison 2013-2014 du Racing Métro 92.

## Entraîneurs
L'équipe professionnelle est entraînée par Laurent Labit, Laurent Travers et Simon Raiwalui

## La saison

### Pré-saison
- RM92 - Harlequins  : 40- 28
- RC Toulon - RM92 : 14 - 6

## Effectif 2013-2014
| Nom                    | Poste                  | Naissance  | Nationalité sportive | International | Dernier club           | Arrivée au club (année) |
| ---------------------- | ---------------------- | ---------- | -------------------- | ------------- | ---------------------- | ----------------------- |
| Virgile Lacombe        | Talonneur              | 07/07/1984 | France               | -             | Southern Kings         | 2013                    |
| Jérémie Maurouard      | Talonneur              | 23/09/1992 | France               | -             | Stade rouennais rugby  | 2009                    |
| Dimitri Szarzewski     | Talonneur              | 26/01/1983 | France               |               | Stade français         | 2012                    |
| Eddy Ben Arous         | Pilier                 | 25/08/1990 | France               | -             | US Tours               | 2008                    |
| Julien Brugnaut        | Pilier                 | 17/11/1981 | France               |               | Munster                | 2010                    |
| Walter Desmaison       | Pilier                 | 18/10/1991 | France               | -             | Aviron bayonnais       | 2013                    |
| Luc Ducalcon           | Pilier                 | 02/01/1984 | France               |               | Castres olympique      | 2012                    |
| Davit Khinchaguishvili | Pilier                 | 24/07/1982 | Géorgie              |               | CA Brive               | 2013                    |
| Brian Mujati           | Pilier                 | 28/09/1984 | Afrique du Sud       |               | Northampton Saints     | 2013                    |
| Soane Tonga'uiha       | Pilier                 | 21/07/1982 | Tonga                |               | Northampton Saints     | 2013                    |
| Alexis Valette         | Pilier                 | 01/06/1993 | France               | -             | Rugby Épernay          | 2008                    |
| Khatchik Vartanov      | Pilier                 | 06/02/1993 | France               | -             | Paris UC               | 2011                    |
| Karim Ghezal           | Deuxième ligne         | 29/04/1981 | France               | -             | US Montauban           | 2010                    |
| Juandré Kruger         | Deuxième ligne         | 06/09/1985 | Afrique du Sud       |               | Bulls                  | 2013                    |
| Fabrice Metz           | Deuxième ligne         | 23/01/1991 | France               | -             | Mutzig Ovalie Molsheim | 2010                    |
| Julien Nibert          | Deuxième ligne         | 22/04/1993 | France               | -             | Formé au club          | -                       |
| Jone Qovu              | Deuxième ligne         | 26/07/1985 | Fidji                |               | Coastal Stallions      | 2007                    |
| François van der Merwe | Deuxième ligne         | 04/10/1983 | Afrique du Sud       | -             | Stormers               | 2008                    |
| Antoine Battut         | Troisième ligne aile   | 01/01/1984 | France               | -             | US Montauban           | 2010                    |
| Camille Gérondeau      | Troisième ligne aile   | 12/03/1988 | France               | -             | AS Béziers             | 2012                    |
| Jonathan Laugel        | Troisième ligne aile   | 30/01/1993 | France               | -             | Formé au club          | -                       |
| Wenceslas Lauret       | Troisième ligne aile   | 28/03/1989 | France               |               | Biarritz olympique     | 2013                    |
| Dan Lydiate            | Troisième ligne aile   | 18/12/1987 | Pays de Galles       |               | Newport Gwent Dragons  | 2013                    |
| Bernard Le Roux        | Troisième ligne aile   | 04/06/1989 | France               | -             | Boland Cavaliers       | 2009                    |
| Jacques Cronje (cap.)  | Troisième ligne centre | 04/08/1982 | Afrique du Sud       |               | Biarritz olympique     | 2009                    |
| Sakiusa Matadigo       | Troisième ligne centre | 08/08/1982 | Fidji                |               | Montpellier HR         | 2012                    |
| Sébastien Descons      | Demi de mêlée          | 13/05/1983 | France               | -             | Section paloise        | 2011                    |
| Maxime Machenaud       | Demi de mêlée          | 30/12/1988 | France               |               | SU Agen                | 2012                    |
| Laurent Magnaval       | Demi de mêlée          | 24/03/1991 | France               | -             | Mont-de-Marsan         | 2013                    |
| Ruan Snyman            | Demi de mêlée          | 09/03/1987 | Afrique du Sud       | -             | Blue Bulls             | 2013                    |
| Benjamin Dambielle     | Demi d'ouverture       | 15/07/1985 | France               | -             | Stade rochelais        | 2012                    |
| Jonathan Sexton        | Demi d'ouverture       | 11/07/1985 | Irlande              |               | Leinster               | 2013                    |
| Jonathan Wisniewski    | Demi d'ouverture       | 16/07/1985 | France               | -             | US Colomiers           | 2007                    |
| Henry Chavancy         | 3/4 centre             | 22/05/1988 | France               | -             | Formé au Club          | 2007                    |
| Alexandre Dumoulin     | 3/4 centre             | 24/08/1989 | France               | -             | CS Bourgoin-Jallieu    | 2011                    |
| Étienne Dussartre      | 3/4 centre             | 05/02/1993 | France               | -             | RC Vincennes           | 2009                    |
| Fabrice Estebanez      | 3/4 centre             | 26/12/1981 | France               |               | CA Brive               | 2011                    |
| Jamie Roberts          | 3/4 centre             | 08/11/1986 | Pays de Galles       |               | Cardiff Blues          | 2013                    |
| Marc Andreu            | 3/4 aile               | 27/12/1985 | France               |               | Castres olympique      | 2013                    |
| Benjamin Fall          | 3/4 aile               | 03/03/1989 | France               |               | Aviron bayonnais       | 2010                    |
| Juan Imhoff            | 3/4 aile               | 11/05/1988 | Argentine            |               | Duendes RC             | 2011                    |
| Adrien Planté          | 3/4 aile               | 21/04/1985 | France               | -             | USA Perpignan          | 2013                    |
| Virimi Vakatawa        | 3/4 aile               | 01/05/1992 | Fidji                | -             | Nasinu Rugby Club      | 2010                    |
| Juan Martín Hernández  | Arrière                | 07/08/1982 | Argentine            |               | Sharks                 | 2010                    |
| Benjamin Lapeyre       | Arrière                | 24/09/1986 | France               | -             | RC Toulon              | 2013                    |

## Calendrier[3]

### Top 14
| - Racing Métro – CA Brive : 19 - 14 - RC Toulon – Racing Métro : 41 - 14 - Racing Métro – Union sportive Oyonnax rugby : 22 - 9 - Stade toulousain –Racing Métro : 30 - 6 - Racing Métro – USA Perpignan : 19 - 16 - Aviron bayonnais – Racing Métro : 16 - 19 - Racing Métro – Union Bordeaux Bègles : 26 - 19 - Castres olympique – Racing Métro : 19 - 15 - Racing Métro – Football club de Grenoble rugby : 20 - 22 - Racing Métro – Stade français : 16 - 12 - Biarritz olympique – Racing Métro : 9 - 6 - ASM Clermont Auvergne – Racing Métro : 47 - 14 - Racing Métro – Montpellier HRC : 17 - 12 | - CA Brive – Racing Métro : 9 - 9 - Racing Métro – RC Toulon : 14 - 3 - Union sportive Oyonnax rugby – Racing Métro : 6 - 0 - Racing Métro – Stade toulousain : 25 - 5 - USA Perpignan – Racing Métro : 19 - 19 - Racing Métro – Aviron bayonnais : 18 - 8 - Union Bordeaux Bègles – Racing Métro : 25 - 9 - Racing Métro – Castres olympique : 25 - 15 - Football club de Grenoble rugby – Racing Métro : 13 - 26 - Stade français – Racing Métro : 22 - 32 - Racing Métro – Biarritz olympique : 37 - 7 - Racing Métro – ASM Clermont Auvergne : 22 - 6 - Montpellier HRC – Racing Métro : 44 - 10 |

Avec 15 victoires, 2 matchs nuls et 9 défaites et un total de 63 points le Racing Métro termine à la 5e place et se qualifie pour les barrages du championnat de France 2013-2014.
Barrages
- Stade toulousain – Racing Métro : 16 - 21

Demi-finale
- RC Toulon – Racing Métro : 16 - 6

### H Cup
Dans la H Cup le Racing Métro 92 fait partie de la poule 4 et sera opposé aux Anglais des Harlequins, au Gallois de Llanelli Scarlets ainsi qu'aux Français de l'ASM Clermont Auvergne.
| - 13/10/13; Racing Métro - ASM Clermont Auvergne : 13 - 9 - 19/10/13; Llanelli Scarlets - Racing Métro : 26 - 26 - 07/12/13; Racing Métro - Harlequins : 8 - 32 | - 15/12/13; Harlequins - Racing Métro : 17 - 3 - 11/01/14; Racing Métro - Llanelli Scarlets : 13 - 19 - 18/01/14; ASM Clermont Auvergne - Racing Métro : 28 - 3 |

Avec 1 victoire, 1 match nul et 4 défaites, le Racing Métro 92 termine 4e de la poule 4 et n'est pas qualifié.

## Statistiques

### Statistiques collectives
Attaque
- 459 points marqués (32 essais, 19 transformations, 89 pénalités, 5 drops)

Défense
- 480 points encaissés (36 essais, 27 transformations, 76 pénalités, 6 drops)

### Statistiques individuelles
Meilleur réalisateur
- Jonathan Sexton avec 214 points en Top 14 (3 essais, 11 transformations, 59 pénalités et 0 drop)

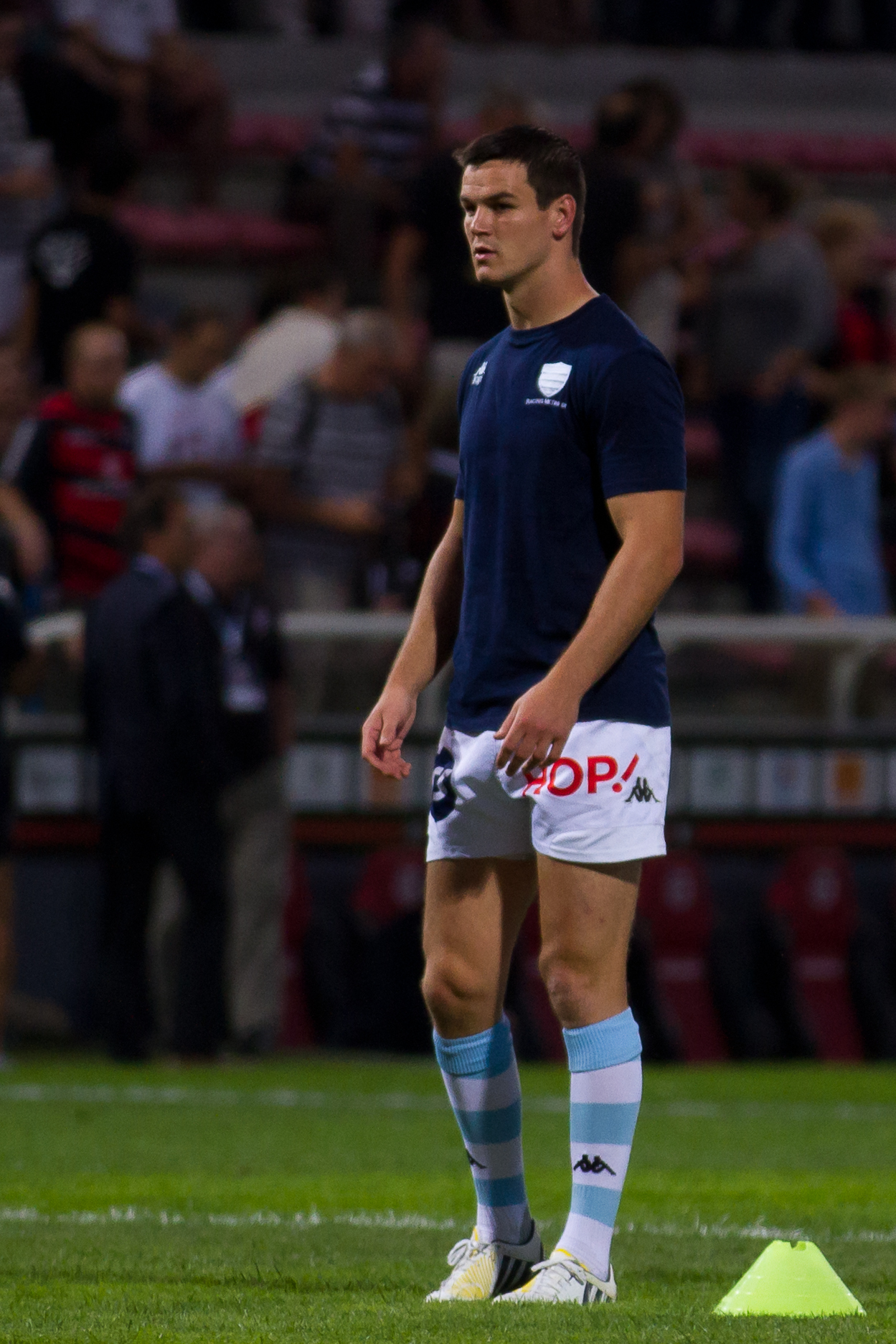
Jonathan Sexton